# ТАГ-Порше
„ТАГ груп холдинг“ СА (на френски: Techniques d’Avant Garde group SA) е частен холдинг със седалище в град Люксембург. Ръководител е Мансур Ойех – син на основателя на групата "TAG" Акрам Ойех, който е богат саудитски предприемач.

## История
Групата TAG е сформирана през 1975 г. Дейността и включва авиационни услуги, недвижими имоти, състезателни автомобилни двигатели и др. През периода 1985-1999 част от холдинга е и швейцарската часовникарска компания „ТАГ хойер“.
ТАГ навлиза във „Формула 1“ и спонсорира отбора на Уилямс в началото на 1980-те години, а след това в сътрудничество с „Порше“ доставя на екипа на „Макларън“ двигатели „ТАГ Турбо“ в средата на 1980 г. Връзката с „Макларън“ продължава и до днес като акцонери с дял от 15%.

## Резултати във Формула 1
- Година-Отбор-Стартове-Победи-Точки
- 1983 Макларън-TAG 4 0 0
- 1984 Макларън-TAG 16 12 143,5
- 1985 Макларън-TAG 16 6 90
- 1986 Макларън-TAG 16 4 96
- 1987 Макларън-TAG 16 3 76